# 美国的谴责制度
譴責決議是指針對個人（通常為團隊成員）的一種正式性的、公開性的與集體性的指責，這通常是由於被譴責者違反了團隊可接受的個人行為規範。而在美國，當某個機構的成員希望公開斥責（Reprimand）總統、國會議員、聯邦法官及內閣閣員時，這便會啟動“政府譴責（Governmental Censure）”。這是一份正式的反對聲明，但其實際效力依賴於被譴責者的個人道德感及其支持者的態度；否則它在事實上對總統或國會議員並無任何效果。
《美國憲法》賦予了美國國會的參議院和眾議院彈劾權和定罪權，同時也賦予了國會兩院驅逐自己成員的權力；但均為提及到譴責權。不過參議院與眾議院都制定了針對自身議員的譴責規則，其“比訓斥要強烈但又不如驅逐激烈”。通常情況下，國會兩院都有責任對本院所屬議員進行譴責；但針對政府其他官員的譴責並不常見。由於譴責制度沒有被明確提及地可接受斥責形式，因此很多針對國會議員的譴責動議只是被正式記錄為批評（Rebuke）、指責（Condemnation）或責難（Denouncement）。
與斥責一樣，譴責並不會剝奪被譴責者的職位，因此他會依舊保留其頭銜、地位及投票權；並且斥責和譴責都不會造成法律後果。兩者的區別在於，斥責是“一種輕微的懲罰”，“甚至可通過私下的書信的形式進行”；但譴責則是“一種公開的羞辱”，“政客必須站在他的同僚前聽取他們的意見”。

## 總統譴責案

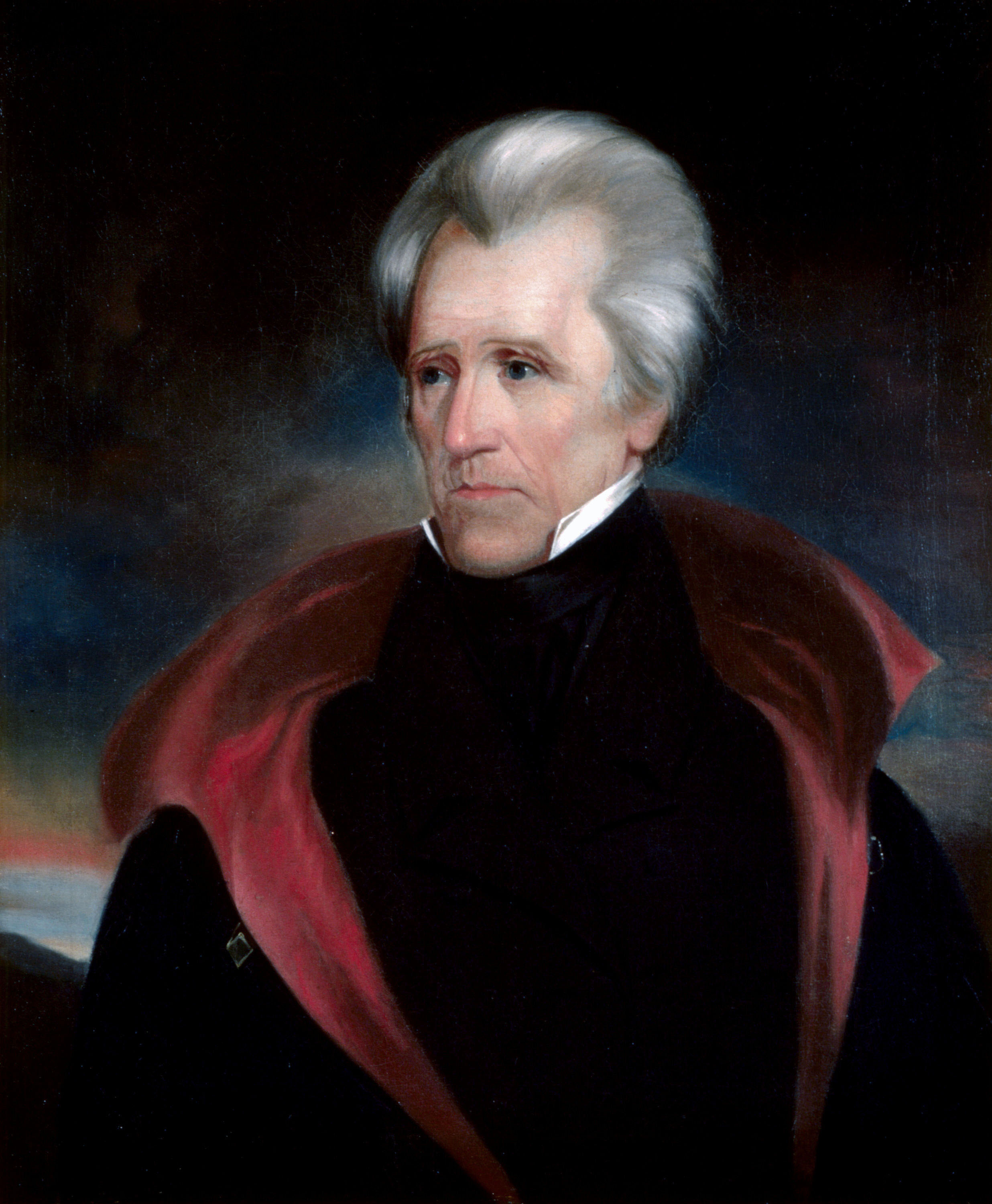
時任美國總統安德魯·傑克遜於1834年遭美國參議院譴責，但該譴責決議於1837年被撤銷。

### 獲通過譴責決議
迄今為止，美國歷史上曾有四起由參議院或眾議院試圖通過一項原意為譴責的動議來針對時任美國總統的案例。
1834年針對安德魯·傑克遜總統的譴責案“仍然是通過決議譴責總統的最明顯案例”。1834年，在輝格黨的控制下，參議院通過了針對民主黨美國總統安德魯·傑克遜的譴責案，譴責他扣留了有關他從美國銀行撤資的相關文件。不過在傑克遜總統任期的最後幾個月裡，他的民主黨盟友們成功推動了一項記錄消除決議來撤銷了這份譴責案。
1860年，美國眾議院通過一份決議對時任總統詹姆斯·布坎南與海軍部長艾薩克·圖西涉嫌利用“政黨關係”進行合同酬功而予以責備。雖然這並非一份正式的譴責動議，但當時眾議院的意圖是想推動正式的譴責決議多過實際通過的這份措辭要和緩許多的斥責決議。
此外的兩個案例都是參議院都通過了最初旨在譴責總統的決議，但最後版本卻是未公開譴責總統。
1864年，當時美國正處於南北戰爭期間，參議員加勒特·戴維斯提出一項動議，譴責時任總統亞伯拉罕·林肯允許兩名議員在贏得國會選舉後恢復軍職並擔任將軍。但最終參議院的決議只是要求對將軍“按照憲法規定的方式重新任命”而沒有正式公開譴責林肯總統。
1912年，參議員約瑟夫·貝利提出動議譴責時任總統威廉·塔夫脫干預有爭議的參議院選舉。而參議院的最終決議並沒有具體提及塔夫脫總統，但還是對總統干預有爭議參議院行為的舉動進行了譴責。

### 未通過譴責動議
歷史上，美國也還有幾位總統曾被提出過譴責動議，但參議院或眾議院最終並未通過相關動議案。1800年，紐約州眾議員愛德華·利文斯頓就曾試圖譴責時任總統約翰·亞當斯1842年，長期與約翰·泰勒總統處於敵對狀態的輝格黨試圖在國會推動針對其的彈劾動議。不過當這項動議案無法通過國會表決時，一個由輝格黨主導的參議院專門委員會譴責了泰勒總統。1828年，眾議員喬治·阿什蒙領導推動一項針對詹姆斯·波爾克總統的譴責動議，指責美墨戰爭是“總統不必要且違憲挑動的”。眾議院投票後決定將阿什蒙的這項譴責動議作為修正案列入到一項決議草案中，但這項決議最終並未在眾議院獲得通過。1871年，參議員查爾斯·索姆奈提出一項動議，譴責尤利西斯·格蘭特總統在未經國會授權的情況下向多米尼加共和國派遣軍艦；但動議未獲成功。1952年，眾議員博爾·哈里森提出針對杜魯門總統的譴責案，理由是他在1952年鋼鐵大罷工中奪取了鋼鐵廠的控制權；但該動議並沒有進入到表決程序。
理查德·尼克松總統是眾議院多項譴責案的針對對象，而這些譴責案大部分與“水門事件”有關。1972年所提出的一項譴責案是旨在針對尼克松處理越南戰爭的政策，而在1973年10月的“周六夜大屠殺”後，眾議院有提出了一系列單獨的譴責案。雖然上述譴責案最終都未獲通過，但尼克松總統卻於1974年8月辭職。
1998年，美國國會試圖就比爾·克林頓總統在“萊文斯基醜聞”中所扮演的角色提出譴責動議，但最終失敗。起源於1998年的社會活動組織繼續前進的創始人當時發起請願活動，希望由共和黨所控制的國會“譴責克林頓總統並繼續前進”；即放棄推動克林頓彈劾案而改為通過譴責決議並然後專注於其他事務。2005年至2007年期間，國會曾多次試圖通過針對小布什總統及其內閣閣員的譴責動議。大多數動議都集中在小布什總統對伊拉克戰爭的政策處理上，但其中一項動議是針對其領導的政府“非法授權竊聽美國人”及另兩項動議針對小布什總統及他的司法部長阿爾韋托·岡薩雷斯違反了“法規、條約和憲法”。2013年至2016年期間，國會也試圖通過多項譴責動議來針對貝拉克·奧巴馬總統；這些動議指責奧巴馬總統篡奪了“國會立法權”及採取非法行為。不過這些針對小布什或奧巴馬的譴責動議都未被通過。
2017年8月18日，美國眾議院就唐納德·特朗普總統就團結右翼集會中暴力行為所發表的“‘雙方’都應負責”的評論提出譴責動議。2018年1月18日，時任國會黑人核心小組主席的民主黨眾議員塞德里克·理士滿也針對特朗普總統所發表的“為什麼我們要讓這些來自‘糞坑國家’的人來這裡？”提出譴責動議。據當時在場的知情人士表示，特朗普言論中的“來自‘糞坑國家’的人”指的是從海地和非洲國家來美國的人。但該動議最後都未通過表決。據報道，特朗普的上述發言是在2018年1月11日於橢圓形辦公室與立法者就移民問題舉行的會議上發表的。

## 國會議員譴責案

曾被譴責的美國參議員約瑟夫·麥卡錫。

### 參議員譴責案
美國參議院針對參議員們制定了紀律處分的相關程序，這其中就包括正式譴責和實際上將參議院驅逐出參議院等措施。參議院的基本懲罰措施包括兩種：驅逐，這需要三分之二的絕對多數票；譴責，這只需要簡單多數票。雖然譴責（有時也稱“指責”或“責難”）不如驅逐那麼嚴重，因為該措施並不會剝奪被譴責對象的參議員身份，但這依然是一份正式的反對聲明，會對被譴責對象及他在參議院的關係產生強大心理影響。在歷史上，共有9名參議員遭正式譴責，這其中最著名的對象莫過於約瑟夫·麥卡錫。他們的違規行為包括違反保密規定、在參議員內鬥毆以及較為普遍的“致參議院蒙羞及名譽掃地的行為”。

### 眾議員譴責案
美國眾議院有權依據《美國憲法》第一條第2節第2款之規定對本議院的議員進行譴責。在眾議院，譴責本質是一種在眾議院議場內進行的公開羞辱。當眾議院議長宣讀譴責某位眾議員不當行為的決議時，該議員必須站立在議場內聆聽決議內容。這個過程被形容為一場“道德劇”的縮影。
眾議院的大多數譴責案例發生在19世紀，迄今有26次成功案例。而自眾議院官方規範標準委員會於1966年成立以來，則共有9次成功的譴責案例。

## 內閣閣員譴責案
美國首位遭譴責的內閣閣員是喬治·華盛頓擔任總統時的財政部長亞歷山大·漢密爾頓，威廉·賈爾斯指責他對兩筆依據《1790年資助法案》貸款的款項管理不善。
1886年，格羅弗·克里夫蘭總統時期的司法部長奧古斯塔斯·加蘭因未能提供有關解僱聯邦檢察官的文件而被譴責。

## 其他官員譴責案
在2022年休斯敦社區學院系統訴威爾遜案的判決中，美國最高法院裁定“第一修正案”並不阻止美國的地方政府對其所屬成員的譴責。

## 重要譴責案列表
| 日期           | 譴責對象                                    | 譴責對象                                | 譴責方                     | 譴責事由                                                                                                   |
| 日期           | 姓名                                        | 時任職務                                | 譴責方                     | 譴責事由                                                                                                   |
| -------------- | ------------------------------------------- | --------------------------------------- | -------------------------- | --- |
| 1954年12月2日  | 約瑟夫·麥卡錫                               | 參議員（威州 / 共）                     | 美國參議院                 | 拒絕與調查其行為的選舉與特權小組委員會合作並侮辱該小組委員會。                                             |
| 1980年6月10日  | 查爾斯·威爾遜                               | 眾議員（加州 / 民）                     | 美國眾議院                 | 捲入韓國門事件並有不當財務行為。                                                                           |
| 1983年7月20日  | 丹·克萊恩 格里·斯塔茲                       | 眾議員（伊州 / 共） 眾議員（麻州 / 民） | 美國眾議院                 | 與國會侍從發生不道德性行為。                                                                               |
| 1999年7月12日  | 布魯斯·林德 菲利普·特羅莫維奇 羅伯特·鮑瑟曼 | 不適用                                  | 美國眾議院                 | 三人發表於美國心理學會《心理學公報》的爭議性論文。                                                         |
| 2007年7月31日  | 菲利普‧肯辛格                               | 陸軍將軍                                | 美國陸軍                   | 在帕特·蒂爾曼陣亡事件的調查中誤導調查人員。                                                                |
| 2009年7月6日   | 馬克·桑福德                                 | 州长（南卡州 / 共）                     | 南卡羅來納共和黨執行委員會 | 使用納稅人稅金前往國外探望情婦。                                                                           |
| 2009年10月13日 | 鮑勃·瑞安                                   | 希博伊根市市長                          | 希博伊根市議會             | 在酒吧用手機對其嫂子進行淫穢粗俗評論。                                                                     |
| 2009年11月     | 林賽·格雷厄姆                               | 參議員（南卡州 / 共）                   | 南卡羅來納共和黨黨員       | 投票支持援助銀行和華爾街以及其在移民改革、排放權交易、氣候變遷領域的立法觀點。                             |
| 2010年1月4日   | 林賽·格雷厄姆                               | 參議員（南卡州 / 共）                   | 查爾斯頓縣共和黨黨員       | 支持政府干預私人金融機構並“貶低”共和黨長期對經濟競爭的堅持。                                               |
| 2010年12月2日  | 查爾斯·蘭格爾                               | 眾議員（紐約州 / 民）                   | 美國眾議院                 | 違反眾議院規則，特別是未給其在多米尼加共和國的別墅納稅、不當募款及在一套限定租金的房間內設立精選辦公室等。 |

## 延伸閱讀
- United States Senate Election, Expulsion and Censure Cases，存于
- Enforcement of Ethical Standards in Congress，存于
- Resolutions Censuring the President: History and Context, 1st-114th Congresses，存于